# Empúries (stolica tytularna)
Empúries – stolica historycznej diecezji w Cesarstwie Rzymskim, współcześnie w Hiszpanii. Od 2018 katolickie biskupstwo tytularne. 

## Biskupi tytularni
| Lp. | Biskup                  | Funkcja                                 | Od                  | Do |
| --- | ----------------------- | --------------------------------------- | ------------------- | -- |
| 1   | Javier Vilanova Pellisa | biskup pomocniczy Barcelony (Hiszpania) | 6 października 2020 |    |